# Majda Kne
Majda Kne, slovenska pesnica in prevajalka, * 19. februar 1954, Ljubljana.
Študirala je na pedagoški akademiji in filozofski fakulteti v Ljubljani. Leta 1979 se je zaposlila kot knjigarka v Ljubljani (do 1999 v Državni založbi Slovenije, nato v Mladinski knjigi). Napisala je več pesniških zbirk. V svoji liriki se odmika od tako imenovane ženske lirike in se zavestno odloča za ironično distanco  in iskanje izvirnega poetičnega izraza. Nekaj njenih pesmi je bilo objavljenih tudi v antologijah v tujini. Ukvarja se tudi s književno, umetnostno in filmsko kritiko.
Kongres slovenskih založnikov ji je 9. junija 2016 na Bledu podelil nagrado NAJKnjigotržec, ki jo podeljuje Društvo slovenskih založnikov.  

## Izbrana bibliografija
- Popisovanje in rondo (pesniška zbirka, 1978)
- Ko bo s čudovito gladkim gibom ukazala finale (pesniška zbirka, 1980)
- Balade zavrženih (prevod) (COBISS)
- Eu-ropa (prevod) (COBISS)